# قارتال قایاسی

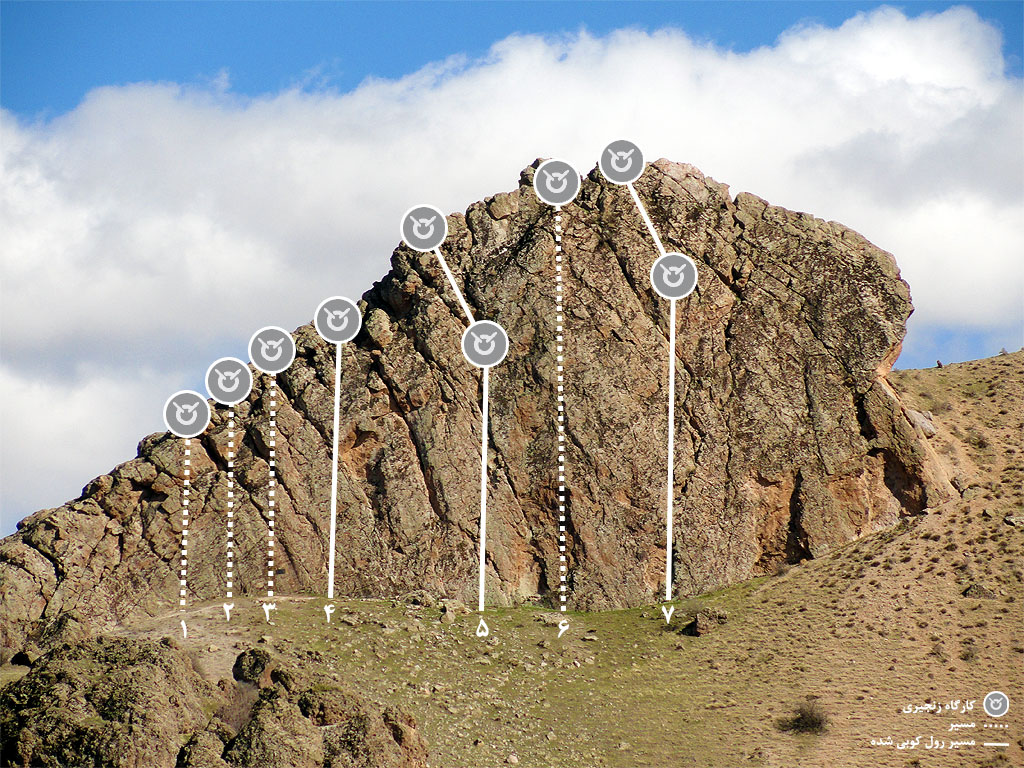
مسیر‌های دیواره سنگنوردی قارتال قایاسی میانه

قارتال قایاسی، صخره‌ای در ۸ کیلومتری غرب میانه و حوالی روستای مزمین است که امروزه به عنوان یک سایت سنگنوردی با بیش از ۱۵ مسیر گشایش شده مورد استفاده علاقمندان این ورزش قرار می‌گیرد. 

## وجه تسمیه
یکی از گشایندگان اولین مسیرها بر روی این دیواره، علت نام گذاری آن را چنین نقل می‌کند:
...  جالبه در زیر صخره ها به لاشه تعدادی لاک‌پشت برخوردیم که بعد از کمی دقت متوجه شدیم عقابی بلند پرواز بر فراز یکی از صخره های صعب العبور لانه ای دارد به همین دلیل این صخره زیبا را قارتال قایاسی (به معنی دیواره عقاب) نامیدیم.

## مسیر ها
هم اکنون بیش از ۱۵ مسیر سنگنوردی اسپورت روی این دیواره گشایش شده که برخی از آنها عبارتند از:
| شماره | نام مسیر         | درجه سختی | طول مسیر (متر) | تعداد کارگاه | گشاینده(گان)                       | سال گشایش | وجه تسمیه              |
| ----- | ---------------- | --------- | -------------- | ------------ | ---------------------------------- | --------- | ---------------------- |
| ۱     | مسیر آموزشی ۱    | ؟         | ۹              | ۱            | ناصر نجاری                         | ۱۳۹۰      | کاربری آموزشی          |
| ۲     | مسیر آموزشی ۲    | ؟         | ۱۲             | ۱            | ناصر نجاری                         | ۱۳۹۰      | کاربری آموزشی          |
| ۳     | مسیر آموزشی ۳    | ؟         | ۱۵             | ۱            | ناصر نجاری                         | ۱۳۹۰      | کاربری آموزشی          |
| ۴     | مسیر گونش        | ؟         | ۲۰             | ۱            | ناصر نجاری                         | ۱۳۹۰      | ؟                      |
| ۵     | مسیر یاغیش       | ؟         | ۴۴             | ۲            | ناصر نجاری                         | ۱۳۹۰      | گشایش در یک روز بارانی |
| ۶     | مسیر جانیم چیخدی | ؟         | ۴۶             | ۱            | ناصر نجاری                         | ۱۳۹۰      | درجه سختی بالای مسیر   |
| ۷     | مسیر عاشورا      | ؟         | ۵۱             | ۲            | ناصر نجاری، هادی جعفری، علی رحمانی | ۱۳۹۰      | گشایش در ماه محرم      |